# V344 Близнецов
V344 Близнецов (лат. V344 Geminorum, HD 60302) — одиночная переменная звезда в созвездии Близнецов на расстоянии приблизительно 615 световых лет (около 189 парсек) от Солнца. Видимая звёздная величина звезды — от +8,1m до +8,07m.

## Характеристики
V344 Близнецов — жёлто-белая пульсирующая переменная звезда типа Дельты Щита (DSCTC) спектрального класса F0IV, или F0. Масса — около 1,6 солнечной, радиус — около 2,678 солнечных, светимость — около 10 солнечных. Эффективная температура — около 6998 К.

## Планетная система
В 2019 году учёными, анализирующими данные проектов HIPPARCOS и Gaia, у звезды обнаружена планета.